# Laholms stadshotell
Laholms stadshotell är ett stadshotell i Laholm.

## Historia
Laholms stadshotell invigdes den 11 december 1882. År 1915 kompletterades hotellet med en trädgårdspaviljong i hotellträdgården. Trädgårdspaviljongen revs i mitten på 1950-talet och ersattes med en restaurangbyggnad i funkisstil kallad Gröna Hästen. Den nya tillbyggnaden stod klar 1958 och ritades av Svend Bögh Andersen.
Stadshotellet renoverades under 1960- och 1970-talen. Bland annat byttes spegeldörrar ut mot andra typer och parkettgolven ersattes med heltäckningsmattor. Åren 1973–1974 fick hotellrummen toalett med dusch, telefon och heltäckande mattor. Under samma år  byggdes den gamla källarmästarebostaden om till stadsarkitektkontor. Därefter genomgick bolaget bakom hotellet en rekonstruktion. Därefter förvärvades Laholms Stadshotell AB av det kommunägda bolaget Södra Hallands Utvecklings AB. Verksamheten övertogs av Laholms kommun 1976. Den 1 juni 1977 tog makarna Kurt-Åke och Wicky Stark över stadshotellet. 
Anders och Anette Järgren tog över driften av hotellet i början av 1990-talet och renoverade lokalerna. Bland annat fick hotellrummen TV och nya telefoner. Dessutom invigdes Pub Pärlan i hotellet och baren Spiltan i Gröna Hästens bottenvåning. 
Familjerna Nilsson och Hallonsten köpte hotellet 2003 och renoverade med ett rum för varje årtionde sedan 1880. Dessutom utvidgade de antalet rum från 10 till 18. Pub Pärlan, som tidigare lagts ner, återuppstod då. 
Kommfullmäktige beslutade 1997 att hotellet, restaurangen och teatern skulle säljas. År 2007 köptes Gröna Hästen av Roland Ottosson och Christer Svensson och 2011 lades även stadshotellet ut till försäljning. Två år senare förvärvade Louise och dottern Carolina Johansson hotellet. Under familjen Johanssons överseende fick puben en engelsk stil och döptes om till The Golden Pearl. De lät även uppföra en inglasad uteservering på Hästtorget. Dessutom revs förbindelsen mellan stadshotellet och Gröna Hästen.
Magnus och Helle Pellbring tog över hotelldriften 2019 och fastigheten såldes 2021 till Staffan Påhlsson fastigheter AB. Året därpå, 2022, byggdes en uteservering på hotellets innergård och dessutom påbörjades en renovering av hotellbyggnaden.